# Acanthuchus rufiventris
Acanthuchus rufiventris är en insektsart som beskrevs av Walker. Acanthuchus rufiventris ingår i släktet Acanthuchus och familjen hornstritar. Inga underarter finns listade i Catalogue of Life. Arten förekommer i Australien.